# Josh Kidd
Josh Kidd (né le 16 novembre 1988 à Sundridge, dans la province de l'Ontario au Canada) est un joueur professionnel canadien de hockey sur glace. Il évolue au poste de défenseur.

## Biographie
Après avoir évolué avec les Stars de Richmond Hill au niveau Midget AAA, il commence sa carrière dans la Ligue de hockey de l'Ontario en 2004-2005 avec les Otters d'Érié.
Il est repêché au septième tour (184e au total) par les Kings de Los Angeles lors du repêchage d'entrée dans la LNH 2007.
Le 26 mars 2008 il commence sa carrière professionnelle avec les Monarchs de Manchester de la Ligue américaine de hockey.
Après avoir passé la saison 2008-2009 avec les Monarchs de Manchester, il décide de poursuivre ses études et joue parallèlement avec les Varsity Reds de l'Université du Nouveau-Brunswick.
Après avoir commencé la saison 2013-2014 avec les Bulls de San Francisco de l'East Coast Hockey League, il est échangé le 6 janvier 2014 aux Wings de Kalamazoo. Plutôt que d'évoluer avec cette équipe, il signe le 21 janvier un contrat à titre d'agent libre avec les 3L de Rivière-du-Loup de la Ligue nord-américaine de hockey.

## Statistiques
| Saison    | Équipe                                            | Ligue      |    | Saison régulière | Saison régulière | Saison régulière | Saison régulière | Saison régulière |   | Séries éliminatoires | Séries éliminatoires | Séries éliminatoires | Séries éliminatoires | Séries éliminatoires |
| Saison    | Équipe                                            | Ligue      | PJ | B                | A                | Pts              | Pun              | PJ               | B | A                    | Pts                  | Pun                  |                      |                      |
| 2003-2004 | Stars de Richmond Hill                            | Midget AAA | 75 | 6                | 14               | 20               | 126              | -                | - | -                    | -                    | -                    |                      |                      |
| 2004-2005 | Otters d'Érié                                     | LHO        | 57 | 0                | 0                | 0                | 11               | 4                | 0 | 0                    | 0                    | 0                    |                      |                      |
| 2005-2006 | Otters d'Érié                                     | LHO        | 68 | 4                | 6                | 10               | 53               | -                | - | -                    | -                    | -                    |                      |                      |
| 2006-2007 | Otters d'Érié                                     | LHO        | 64 | 9                | 18               | 27               | 96               | -                | - | -                    | -                    | -                    |                      |                      |
| 2007-2008 | Otters d'Érié                                     | LHO        | 43 | 5                | 8                | 13               | 69               | -                | - | -                    | -                    | -                    |                      |                      |
| 2007-2008 | Monarchs de Manchester                            | LAH        | 9  | 1                | 3                | 4                | 0                | -                | - | -                    | -                    | -                    |                      |                      |
| 2008-2009 | Monarchs de Manchester                            | LAH        | 33 | 1                | 5                | 6                | 27               | -                | - | -                    | -                    | -                    |                      |                      |
| 2009-2010 | Varsity Reds de l'Université du Nouveau-Brunswick | SIC        | 18 | 2                | 5                | 7                | 41               | 2                | 0 | 0                    | 0                    | 0                    |                      |                      |
| 2010-2011 | Varsity Reds de l'Université du Nouveau-Brunswick | SIC        | 27 | 4                | 12               | 16               | 24               | 12               | 2 | 2                    | 4                    | 8                    |                      |                      |
| 2011-2012 | Varsity Reds de l'Université du Nouveau-Brunswick | SIC        | 14 | 1                | 2                | 3                | 12               | 6                | 1 | 1                    | 2                    | 6                    |                      |                      |
| 2012-2013 | Varsity Reds de l'Université du Nouveau-Brunswick | SIC        | 13 | 0                | 0                | 0                | 10               | 7                | 1 | 2                    | 3                    | 28                   |                      |                      |
| 2013-2014 | Bulls de San Francisco                            | ECHL       | 11 | 0                | 1                | 1                | 10               | -                | - | -                    | -                    | -                    |                      |                      |
| 2013-2014 | 3L de Rivière-du-Loup                             | LNAH       | 9  | 1                | 6                | 7                | 8                | 1                | 0 | 0                    | 0                    | 0                    |                      |                      |
| 2014-2015 | 3L de Rivière-du-Loup                             | LNAH       | 3  | 0                | 1                | 1                | 2                | -                | - | -                    | -                    | -                    |                      |                      |
| 2014-2015 | Perth-Andover River Valley Thunder                | CRL        | 9  | 4                | 7                | 11               | 8                | -                | - | -                    | -                    | -                    |                      |                      |

## Trophées et honneurs personnels
- Sport interuniversitaire canadien
  - 2010-2011 : remporte le championnat des séries de l'Atlantique et la Coupe Université avec les Varsity Reds de l'Université du Nouveau-Brunswick.
  - 2011-2012 : remporte le championnat des séries de l'Atlantique avec les Varsity Reds de l'Université du Nouveau-Brunswick.
  - 2012-2013 : remporte le championnat des séries de l'Atlantique et la Coupe Université avec les Varsity Reds de l'Université du Nouveau-Brunswick.